# Aleš Jindra
Aleš Jindra (* 12. července 1973, Plzeň) je bývalý český fotbalista, defenzivní záložník.

## Fotbalová kariéra
Odchovanec FC Viktoria Plzeň. Hrál na vojně za VTJ Karlovy Vary, dále za FC Viktoria Plzeň, FK Chmel Blšany, FK Pardubice a v Německu v nižší soutěži za EC Augsburg a SV Etzenricht. V české lize nastoupil v 33 utkáních a dal 2 góly.
V roce 2009 byl asistentem Dušana Uhrina mladšího při zisku rumunského titulu s CFR Kluž.
Od 6. 6. 2010 do 31. 12. 2012 působil jako asistent trenéra Josefa Chovance a Martina Haška v AC Sparta Praha.
V období od dubna 2012 do června 2014 působil jako hlavni trenér FK Baník Sokolov.